# Stadio Briamasco
Stadio Briamasco – wielofunkcyjny stadion znajdujący się we włoskim mieście Trydent. Na nim rozgrywają swe mecze drużyny piłkarskie – występujące w Serie D/C Trento, zespół z Serie C2 – A.C. Mezzocorona oraz klub żeńskiej Serie A2 – ACF Trento.

## Rozgrywki międzynarodowe
Na stadionie w Trento rozegrane zostały jak dotąd 2 spotkania międzynarodowe.
- 24 kwietnia 2004 r. –  Włochy 4:0 Szwecja  (Gilardino (2), Caracciolo, Sculli)

- 7 września 2007 r. –  Włochy 2:1 Wyspy Owcze [1] (bramki dla Włoch: Russotto, Cigarini)